# Santa María Ilucan
Santa María Ilucan es una localidad de México localizada en el municipio de Tula de Allende en el estado de Hidalgo.

## Geografía
Se encuentra en la región geográfica del Valle del Mezquital. Le corresponden las coordenadas geográficas 19° 59’ 20.00” de latitud norte y 99° 20’ 20.00” de longitud oeste, con una altitud de 2074 m s. n. m. Cuenta con un clima semiseco templado.
En cuanto a fisiografía se encuentra en la provincia de la Eje Neovolcánico, dentro de la subprovincia de Lagos y Volcanes de Anáhuac; su terreno es de lomerío. En lo que respecta a la hidrografía se encuentra posicionado en la región del Pánuco, dentro de la cuenca del río Moctezuma, en la subcuenca del río Tlautla.

## Demografía
En 2020 registró una población de 3277 personas, lo que corresponde al 2.85 % de la población municipal. De los cuales 1596 son hombres y 1681 son mujeres.
| Gráfica de evolución demográfica de Santa María Ilucan entre 1900 y 2020                     |
|                                                                                              |
| Población de los censos y conteos del Instituto Nacional de Estadística y Geografía (INEGI). |